# Basels stift
Basels biskopsstift (tyska: Bistum Basel, latin: Dioecesis Basileensis) är en dieces inom Romersk-katolska kyrkan. Namnet har den av historiska skäl, ty staden Basel är sedan reformationen protestantisk. Fram till reformationen residerade biskopen av Basel faktiskt i Basel. 1528 blev Porrentruy (Pruntrut) i Jura biskopssäte. Sedan 1828 är staden Solothurn officiellt säte för biskopen av Basel och den tidigklassicistiska Sankt Ursuskatedralen i Solothurn stiftets huvudkyrka.

## Historia

### Ursprung
Basels stift går tillbaka på ett biskopsdöme med säte i det romerska kastellet i Augst. Dess första biskop, Justinianus, deltog i koncilierna i Sardica (nuvarande Sofia) 343 och Köln 346. Det har genomförts utgrävningar i Kaiseraugst av grunden till en kyrkobyggnad från senantiken som visat att det måste ha existerat kristna församlingar i området redan tidigare. Redan omkring år 400 omnämns Basilia som biskopssäte, och detta bestod trots alemannernas angrepp på det mer välskyddade Basler Münsterhügel.
Helgonet Pantalus omnämns som den förste biskopen av Basel. Men fortfarande 618 uppbar en viss Ragnacher från klostret i Luxeuil titeln som en biskop av Basel och Augst. Under frankerkungen Pippin den lilles (död 768) regering påbörjades till sist med biskop Walaus en kontinuerlig biskopslängd i Basel. Under Karl den store erfor Basel under biskop Haito sin första höjdpunkt. Haito var, liksom Walaus, även abbot på Reichenaus kloster och dessutom rådgivare till kejsaren, för vilken han 811 reste till Bysans som sändebud.

### Furstbiskopsdömet Basel

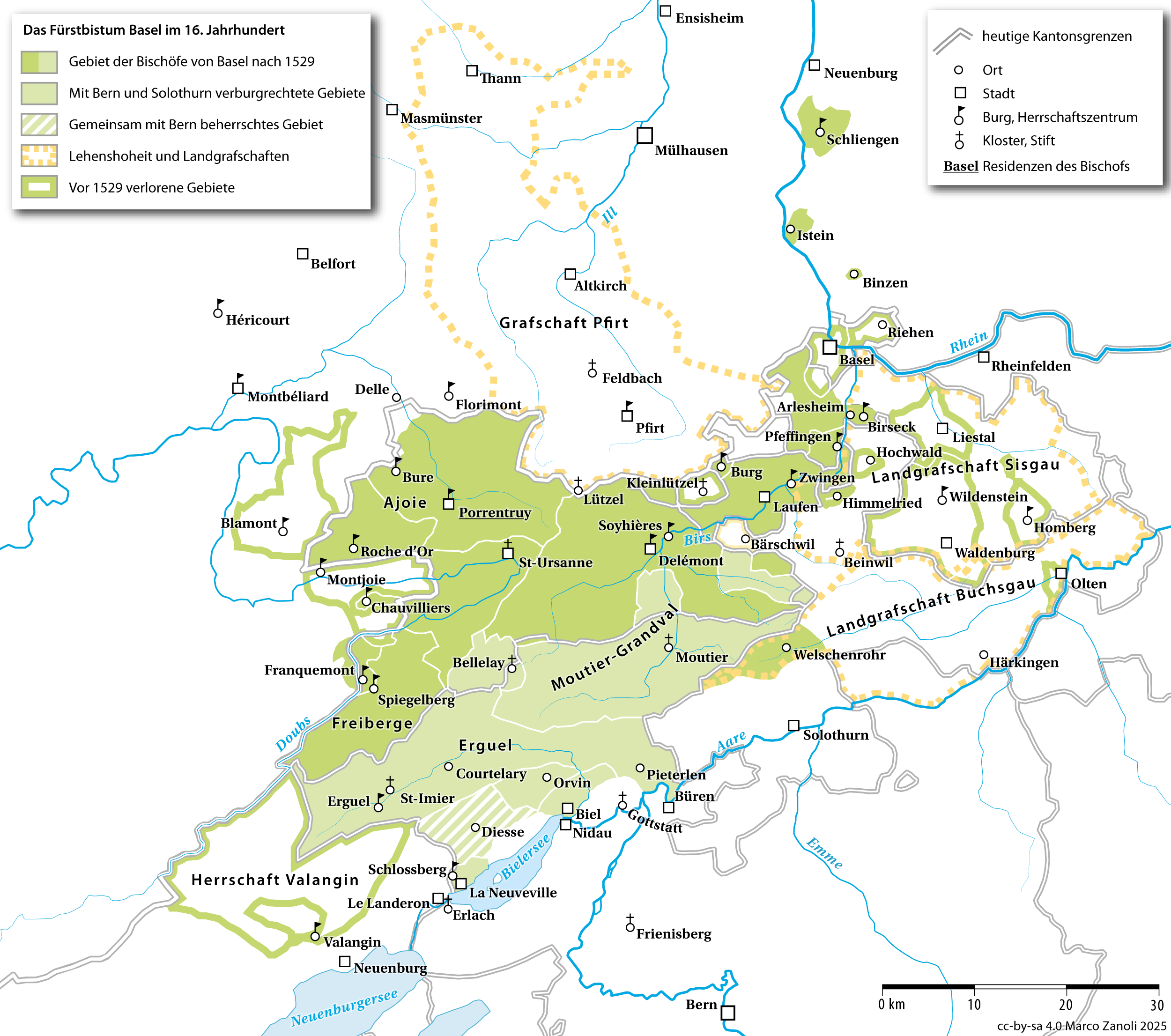
Baselbiskopens världsliga härskarområde på 1500-talet.

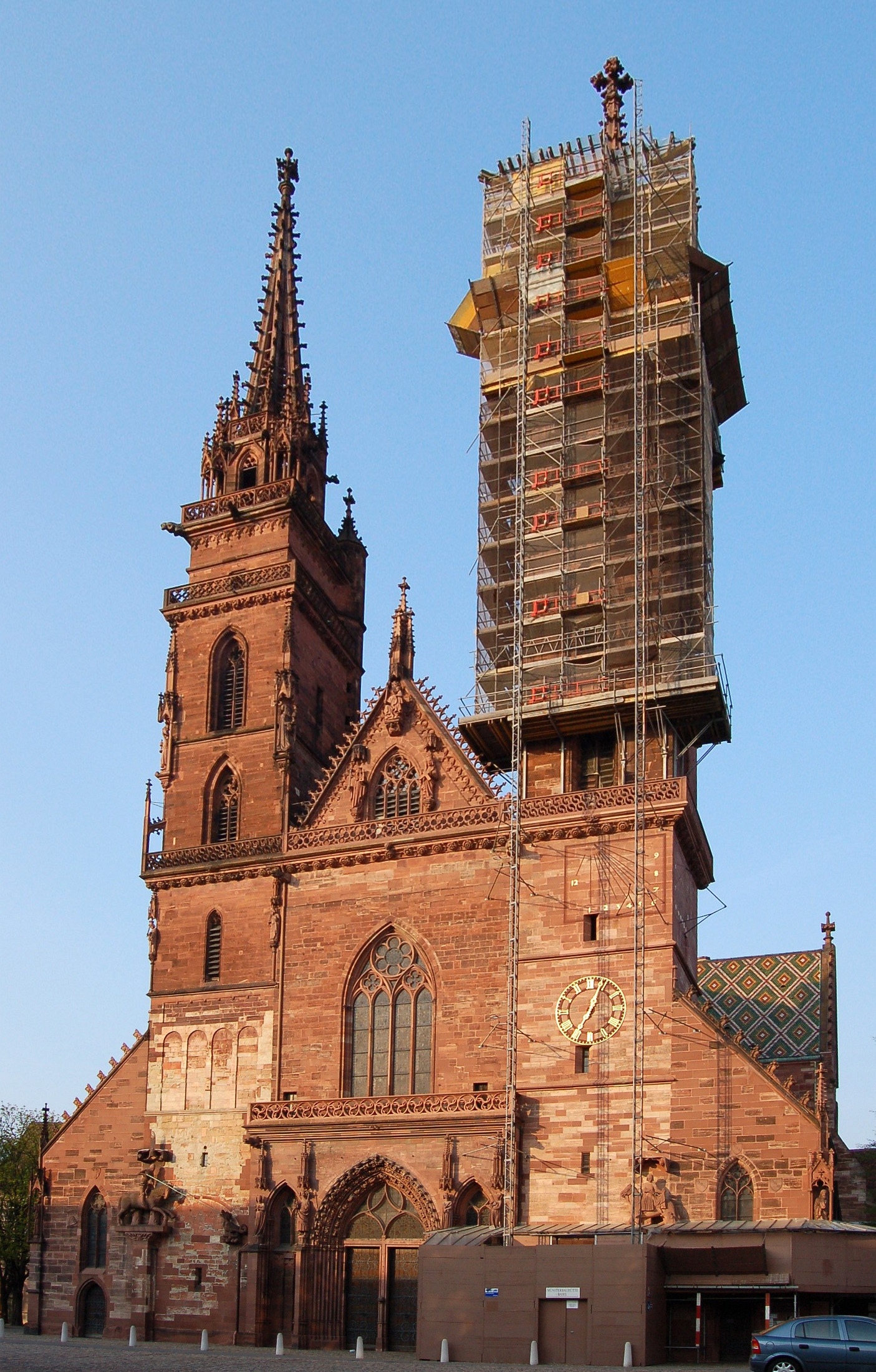
Basel Münster var stiftets katedral fram till reformationen.

På medeltiden strävade biskopen av Basel, liksom andra betydande biskopar, också efter världslig makt och att bli furstbiskop. Staden Basel med katedralen och kanikhusen var navet i hans verksamhet. Utvecklingen till furstbiskopsdöme tog sin början år 999 då den barnlöse kung Rudolf III av Burgund förlänade det gamla ärevördiga benediktinklostret Moutier-Grandval i Moutier. Störst utbredning hade det världsliga styret under biskop Burkhard von Fenis (1072–1107), vilken åtnjöt kejsar Henrik IV:s gunst, då han under investiturstriden stöttat honom genom att slå följe med kejsaren under dennes på vandring till Canossa. Investiturstriden mynnade slutligen ut i Wormskonkordatet från 1122, som gav påven (och ej längre kejsaren) fullmakten att framgent installera biskopen i Basel och alla andra riksbiskopar i sitt andliga ämbete. Därmed stärktes biskopsdömets bindning till den romerska kurian. Icke förty inleddes en nedmontering av de utspridda och olikartade världsliga besittningarna och privilegierna efter en längre tids stagnation, där biskopen måste gå med på allt starkare inflytande från det expanderande habsburgska väldet, men också Basels borgerskap som envetet höll fast vid strävandet efter autonomi.
De tidigare biskopsstäderna Breisach, Neuenburg am Rhein och Rheinfelden blev habsburgarnas byte och tillföll åter riket. Även i Alsace och i själva Basel gjorde habsburgarnas inflytande sig i hög grad gällande från andra hälften av 1200-talet och som en följd kom biskopen att inrikta sin territorialpolitik mot Juraområdet. 1436 års omstridda val kom att förhandlas på konciliet i Basel som hölls på den här tiden. 1527 flyttade biskopen sitt residens från staden Basel till furstbiskopsslottet i Porrentruy; domkapitlet blev däremot kvar i staden tills 1529.

#### Reformationen och exilen i Freiburg im Breisgau

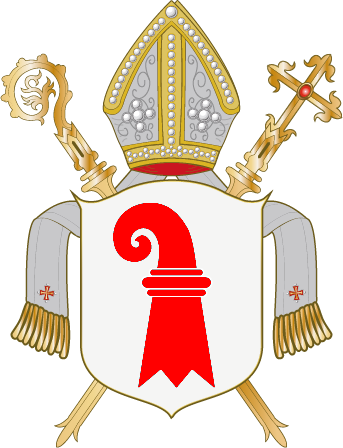
Furstbiskopsdömets vapen fram till 1791.

Den 9 februari 1529, en fettisdag, stormade de reformerta katedralen i Basel och förstörde stora delar av inredningen. Omistliga kyrkliga konstskatter från det medeltida Basel gick förlorade. Tack vare lyckliga omständigheter blev den berömda Basler Münsterschatz oskadd. Den 12 maj flyttade kanikerna och kaplanerna, som inte övergått till protestantismen eller nyttjade sina grannprebende, till Freiburg im Breisgau. Den 28 augusti 1529 slöt domkapitlet ett avtal med staden Freiburg om juridiska och skattemässiga spörsmål, införskaffandet av hus, kapitel- och ämbetshus, samt om nyttjandet av klosterkyrkan. Därmed var Basel inte längre biskopssäte och säte för domkapitlet blev det heller aldrig igen. Domkapitlets förvaltning hade från 1587 säte i Stürtzelska huset, som i dag kallas Basler Hof.
Det världsliga furstbiskopsdömets geografiska område var inte identiskt med det andliga biskopsdömets.

#### Världslig utbredning

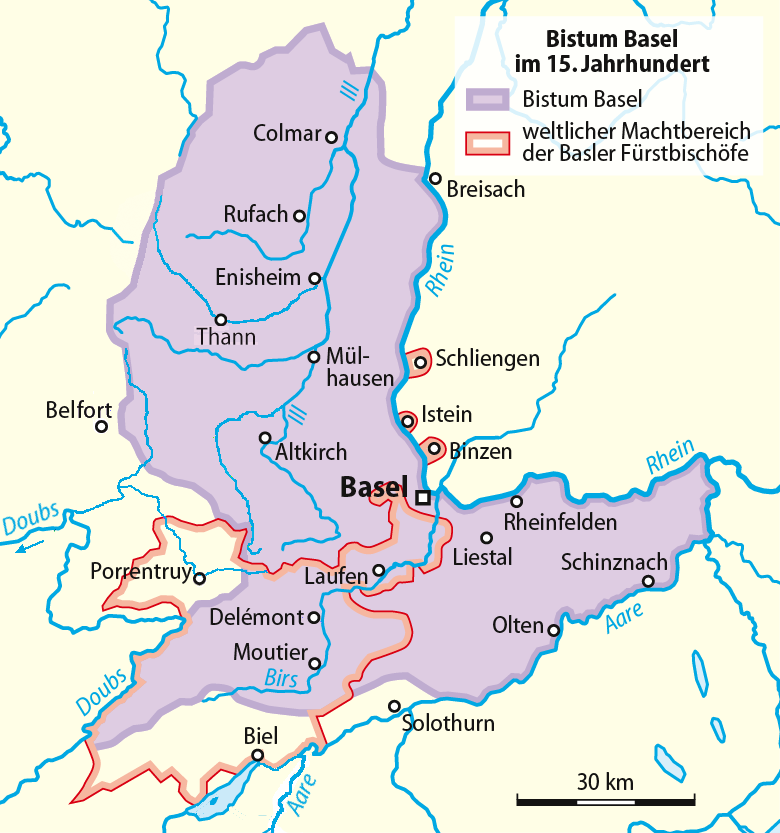
Biskopsdömet Basels världsliga och ecklesiastiska utbredning under 1400-talet.

Det världsliga furstbiskopsdömet sträckte sig över Jurabergen från Bielersee fram till Burgundiska porten och Överrhenska låglandet. Det var språkligt tudelat: flertalet talade franska; tyskspråkiga var bara länen Zwingen, Pfeffingen, Birseck och Biel, områdena öster om Rhen och furstehovet i Porrentruy. Den konfessionella situationen var inte mindre komplicerad: syd var reformert, nord och de tyska länen katolskt. Särskilt förvirrande visade sig den statsrättsliga situationen, då nord hörde till Tysk-romerska riket och bildade med württembergska Mömpelgard (Montbéliard) en riksexklav mellan Frankrike och Schweiz. De södra länen hade däremot borgrätt (Burgrecht) hos diverse schweiziska orter. Sålunda var staden Biel nära förbunden med Bern, Fribourg och Solothurn och hade status som zugewandter Ort i Edsförbundet. Furstbiskopen var bara statsöverhuvud titulärt.
1579 förenade sig furstbiskop Jakob Christoph Blarer von Wartensee med Edsförbundets sju katolska kantoner som motvikt mot det protestantiska Bern i Sydjura. Emedan förbundet ständigt förnyades fram till 1735, räknades även furstbiskopsdömet tidvis som zugewandter Ort inom Edsförbundet. De protestantiska kantonernas motstånd hindrade emellertid upptagande i Edsförbundet.

#### Ecklesiastik omfattning
Det andliga/kyrkliga biskopsdömet, diecesen, hade en större omfattning än det världsliga biskopsdömet och sträckte sig långt utanför furstbiskopsdömet, omfattande även delar av Alsace, österrikiska Fricktal och stora delar av kantonen Solothurn. Större delen av furstbiskopsdömet tillhörde kyrkligt faktiskt en egen dieces, Ajoie, men då furstbiskopen hade sitt säte i slottet i Porrentruy och var underordnad ärkebiskopen av Besançon, så var Baselbiskopen tvungen att först inhämta medgivande från vederbörlig diecesanbiskop för alla kyrkliga tjänstehandlingar han utförde på sin residensort. Först 1779 slogs Ajoie kyrkligt ihop med Basels stift. De södra delarna, söder om Pierre-Pertuis, var en del av Lausannes stift och det östrhenska området med fögderiet Schliengen tillhörde Konstanz stift.

#### Domkapitlet i Arlesheim

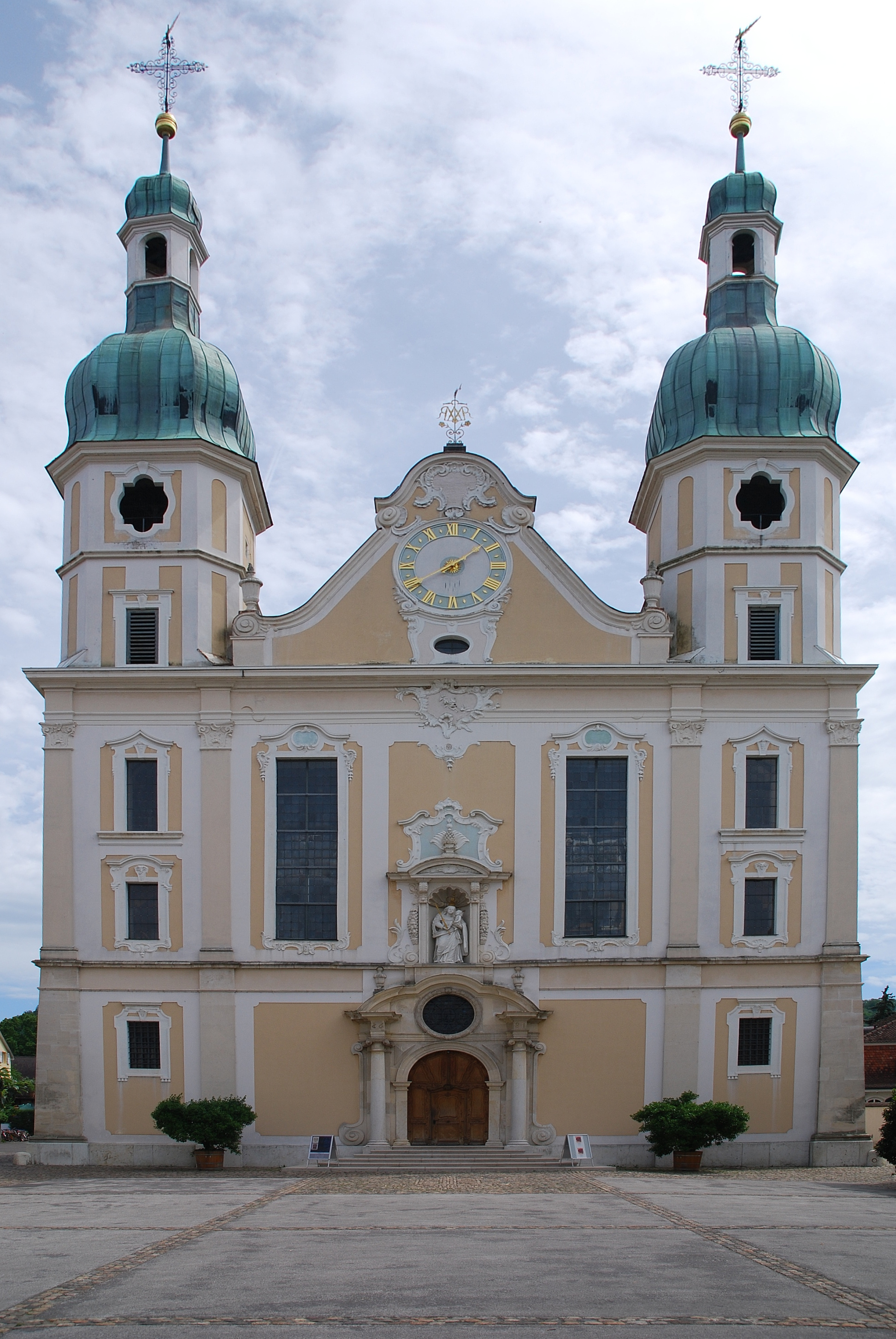
Domkyrkan i Arlesheim, Basels stifts katedral och domkapitlets säte 1678–1792.

I upptakten till fransk-nederländska kriget mellan kung Ludvig XIV av Frankrike och österrikiske kejsar Leopold I, som holländsk bundsförvant, såg sig domkapitlet ställt inför växande svårigheter, då det befann sig i Freiburg mittemellan de båda fronterna. Genom österrikarna reducerades intäkterna 1670 och 1672 inkvarterades militärpersoner på Balser Hof och 1675 beslagtog fransmännen kapitlets huvudinkomstkällor i Alsace och i Sundgau. Sedan fransmännen därefter intagit staden Freiburg i november 1677, erkände de inte domkapitlet som neutralt, till Basels stift tillhörande korporation och behöll dess inkomstkällor tills domkapitlet lämnat Freiburg slagit sig ner i Basels stift. I freden i Nijmegen den 1 november 1678 fick domherrarna till slut fri lejd. På biskopen i Porrentruys uppmaning slog sig kapitlet samma år ner i Arlesheim, som setts ut till nytt residens. Den 5 december 1678 anlände hjälpbiskopen och mellan den 18 och 19 december de övriga domherrarna i den då lilla bondbyn Arlesheim.
Under biskop Johann Konrad von Roggenbach beslöts sedan att bygga en katedral, ett kapitelhus och hus för kanikerna. 1681 invigdes Arlesheimer Dom.

#### Franska revolutionen och furstbiskopsdömets nedgång

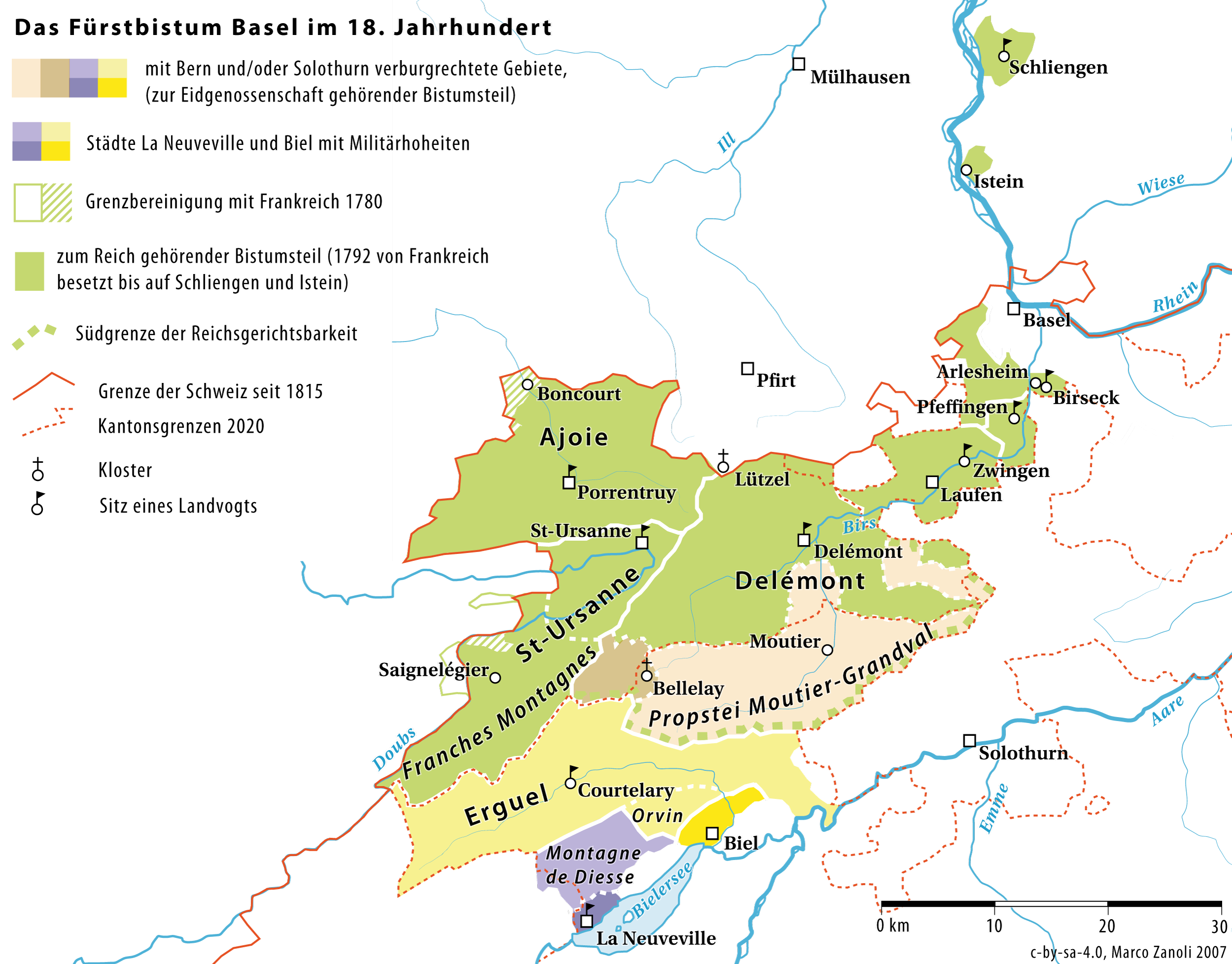
Furstbiskopsdömet Basel på 1700-talet.

När franska revolutionens utbrutit hopade sig mörka moln över furstbiskopsdömet. Till följd av sitt utsatta läge fick furstbiskopsdömet snabbt erfara följdverkningarna av omvälvningen i Frankrike. När den franska Nationalförsamlingen 1789 upphävde alla feodala rättigheter, förlorade furstbiskopsdömet samtliga intäkter från Alsace. 1790 bröts därför Alsace ur Basels dieces och underställdes det nya konstitutionella biskopsdömet Colmar. Därmed miste furstbiskopen större delen av sin dieces och inkomst. 1790 bildades revolutionära klubbar i furstbiskopsdömet och oroligheter utbröt. Kejsar Leopold II sände österrikiska trupper till den trängde furstbiskopen, vilka under följande veckor marscherade in från Breisgau över Baselområdet till Porrentruy och slog ned upproret. Den 20 april 1792 förklarade Frankrike krig mot kejsaren och franska trupper marscherade snart in i furstbiskopsdömets riksområden. På natten mellan den 27 och 28 april övergav furstbiskopen med sitt hov Porrentruy och flydde sedan till Biel. Därefter försökte han få hela furstbiskopsdömet att omfattas av den schweiziska neutraliteten, vilket han bara lyckades med de södra delarna av furstbiskopsdömet, då i synnerhet Zürich och Basel (reformert) inte ville ta några risker och utmana Frankrike.
Efter stormningen av Tuilerierna i augusti 1792 radikaliserades stämningen och i november proklamerade de inhemska revolutionärerna med franskt beskydd furstbiskopen för avsatt och utropade Raurakiska republiken. Därmed hade biskopen förlorat norra delen av sitt land och flydde till Konstanz under kejserligt beskydd och tillsatte i Pieterlen utanför Biel ett regentskapsråd för förvaltningen av de södra länen, vilket kunde föra vidare förvaltningen i furstendömets södra schweiziska områden fram till 1797. Domkapitlet i Arlesheim förhöll sig lugnt för att inte få Frankrikes uppmärksamhet riktad mot sig, men den 23 november 1792 ryckte franska trupper in i byn och kapitlet förde sitt arkiv och domkyrkans konstskatter i säkerhet till Basel. Omgående bad domherrarna i kantonerna Basel och Bern om militärt beskydd, vilket dock inte beviljades, eftersom Basels domkapitel riskerade att hamna i konflikt med Frankrike. Den 9 december ställdes domherrarna under husarrest av fransmännen, men med tillåtelse av den franske kommendanten i Arlesheim kunde den ene domherren efter den andre avvika till den närbelägna neutrala kantonen Solothurn. På ett sammanträde i Konstanz med furstbiskopen beslöt de från 16 till 6 ledamöter reducerade domkapitlet, att flytta sätet från Arlesheim till Freiburg im Breisgau. I maj 1793 befann sig inga domherrar längre i Arlesheim och kanikhusen plundrades, möblemanget slogs sönder och samman, återstoden av domkapitelsarkivet brändes och domkyrkan togs i bruk som lagerlokal och häststall.
Den 9 mars 1794 avled furstbiskop von Roggenbach, och domkapitlet valde Franz Xaver von Neveu till efterträdare, sedan 1790 domkapitelsledamot och därtill präst i Offenburg. Till att börja med residerade den nye furstbiskopen i Offenburg och begav sig sedan till Konstanz till sin lilla exilregering. Mellan 1794 och 1797 försökte han säkra det schweiziska området och återta det ockuperade norra området. Han hade också modet att på sommaren 1796 utan förvarning flytta sitt säte från Konstanz till La Neuveville, men på grund av Frankrikes och det angränsande Berns påtryckningar var han tvungen att åter lämna byn och slog sig ner i klostret S:t Urban i Luzern.
Den 17 oktober 1797 kom det näststörsta slaget mot furstbiskopsdömet, då Österrike och Frankrike slöt fred i Campo Formio varvid kejsaren avträdde hela västra Rhenstranden och lät Frankrike få fria händer i Schweiz. Redan den 14 december tågade franska trupper in i södra delen av biskopsdömet, besatte de schweiziska länen inklusive Biel och området slogs sedan ihop med departementet Mont-Terrible. Därmed stod i slutet av 1797 allenast det östrhenska länet Schliengen under furstbiskopens välde. Biskop von Neveu flydde i slutet av 1797 med det furstbiskopliga arkivet från S:t Urban till Konstanz i riksområdet, vid Frankrikes inmarsch i början av 1798 till Ulm, Passau och slutligen år 1800 till Wien. Ej heller andra koalitionskriget gav upphov till någon möjlighet för honom att återta sitt gamla furstbiskopsdöme.
Genom riksdeputationsbeslutet av den 25 februari 1803 sekulariserades alla kyrkliga stater utom Mainz, Johanniterorden och Tyska orden och deras områden överfördes till världsliga furstar. Schliengen tillföll markgreven av Baden. Furstbiskopen förlorade liksom alla andra riksomedelbara biskopar och abbotar förutom sitt territorium även sin plats i riksdagen, och fick därför liksom domherrarna en pension. Därmed hade Furstbiskopsdömet Basel slutligen upphört att existera.

### Basels stift

#### Övergången från Furstbiskopsdömet till Biskopsdömet Basel

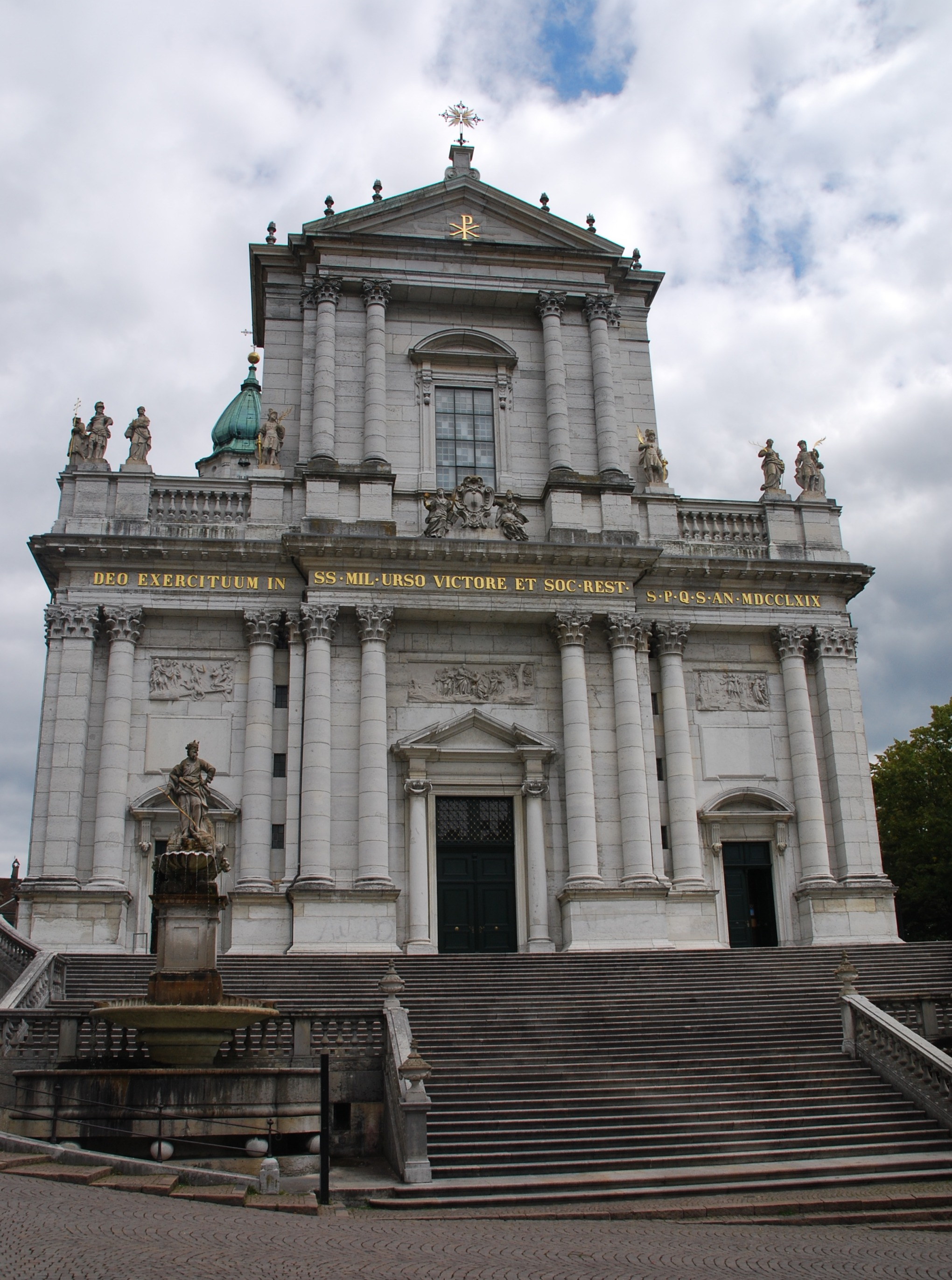
Sankt Ursuskatedralen är Biskopsdömet Basels katedral sedan 1828

Den utblottade Franz Xaver von Neveu var ännu biskop i en schweizisk mini-dieces, vilken bestod av Fricktal och en del av Solothurn. Neveu återvände till sin prästtjänst i Offenburg och försökte därifrån mellan 1803 och 1813 återuppbygga biskopsdömet Basel som schweiziskt stift med hjälp av nuntien i Luzern. Han lyckades inte med det. När Napoleon I:s imperium kollapsade i slutet av 1813, vädrade furstbiskop von Neveu morgonluft och begärde av de tre allierade monarkerna att furstbiskopsdömet skulle återupprättas. I första freden i Paris år 1814 återställdes Frankrikes gränser till sträckningen den 1 januari 1792, men det stod förvisso klart att furstbiskopsdömet åter måste bli schweiziskt, dock utan att bli en egen kanton. På hösten 1814 inleddes Wienkongressen, som också skulle besluta om furstbiskopsdömet. Furstbiskop von Neveu hade tre mål:
1. Återställandet av hans världsliga herravälde.
2. Garantier för diecesen Basel.
3. Att säkra sin egen pension.

På Wienkongressen delades dock det tidigare furstbiskopsdömets område upp: största delen med Jurapassen tillföll kantonen Bern och en mindre del, Birseck, kantonen Basel. Neveu led politiskt misslyckande på den första punkten, men de två övriga målen kunde han uppnå i viss utsträckning: kantonerna Bern och Basel måste ta på sig pensionen för honom, domherrarna och några ämbetsmän. Och den viktigaste följden: Basels stifts existens garanterades i Wienkongressens slutakt.

#### Det nygamla biskopsstiftet Basel
Den 17 september 1814 blev furstbiskopsdömet Basels territorium, liksom Juras norra delar och de tidigare tyska länen, ecklesiastikt åter underställda biskop Neveu. Hans biskopsdöme omfattade ändock de facto bara Fricktal, som fram till 1802 varit österrikiskt, dagens Jurakanton och en del av kantonen Solothurn och var därmed knappast livskraftig. Neveu föresatte sig vidare ett nybildande av Basels dieces, med bibehållet namn och med Porrentruy som residensort.
Genom att avträda de schweiziska delarna av Konstanz stift kom även Konstanzdelen och samma år Lausannedelen av kantonen Solothurn att tillhöra Basels stift, det vill säga Kleinbasel, underställd det nybildade katolska pastoratet Basel. 1820 anslöt sig kantonen Luzern, som tidigare också varit underställd Konstanz, provisoriskt till Basels stift.
Till följd av ett konkordat mellan Basel, Luzern, Solothurn och Zug genom påve Leo XII genomfördes 1828 en omdaning av Basels stift med biskopssäte i Solothurn. Kantonerna Solothurn, Bern, Zug och Luzern var aktivt delaktiga i omorganisationen av biskopsdömet. Det festliga tillkännagivandet av omregleringen skedde den 13 juli 1828 från det nya biskopssätet i Solothurn. Kollegiatsstiftet Sankt Ursus och Viktor kom därvid att utgöra kärnan i det nya domkapitlet, som bestod av tre ledamöter från vardera kantonerna Luzern, Bern och en från kantonen Zug.
Den 23 augusti 1828 dog den förutvarande furstbiskopen och nye biskopen Franz Xaver von Neveu i Offenburg. Till efterträdare valde domkapitlet 1828 generalprovikarien för kantonen Solothurn, Joseph Anton Salzmann.
Kantonerna Aargau och Thurgau anslöt sig under följande år till konkordatet, och 1864 Bern likaså, vars områden väster om Aare fram till dess hört till Lausannes stift.
Sedan 1970-talet har man diskuterat omreglering av Basels stift, då det är det största stiftet i Schweiz och dessutom delat i två delar. I synnerhet dryftas ständigt en möjlig utbrytning av områdena i kantonerna Thurgau och Schaffhausen samt Luzern. Hittills har dock skönjbara konsekvenser av diskussionerna uteblivit.

## Nutida organisation

### Administrativ indelning
Fram till 1 augusti 2018 hade Basels stift 34 dekanat
På grund av prästbrist och förändrade mål har man infört församlingsövergripande pastoralrum (ty: "Pastoralräume") för att lokalt stärka samarbetet och fördela uppgifter mellan församlingarna. När reformen genomförts planeras stiftet ha ca. 100 pastoralrum. I detta sammanhang skall dekanaten avskaffas den 1 augusti 2018.

### Biskopsval
En egenhet för Basels stift är biskopsvalet: i egenskap av det 1803 upplösta furstbiskopsdömets adliga institution har domkapitlet ännu i dag rätten att välja biskop. Biskopen väljs bland det lokala prästerskapet (ej föreslagen) och valet kan bara stadfästas av påven. Det är närapå världsunikt i katolska kyrkan – det är bara Sankt Gallens stift som också har detta förfaringssätt.